# Kalle Kiiskinen
Kalle Kiiskinen (ur. 6 września 1975 w Hyvinkää) – fińśki curler, srebrny medalista olimpijski z Turynu 2006.
Kiiskinen w curling gra od 1989. Będąc juniorem grał w drużynie Perttu Piilo. Zawodnicy z Hyvinkää w półfinale Mistrzostw Świata Juniorów 1997 pokonali Japończyków (Makoto Tsuruga) 5:3. Zdobyli srebrne medale ulegając w finale 3:5 Szwajcarom (Ralph Stöckli). Jest to jedyny medal Finów, jaki zdobyli w rywalizacji mistrzostw świata juniorów. 
W sezonie 2001/2002 Kiiskinen dołączył do drużyny Markku Uusipaavalniemiego, grał na pozycji drugiego i trzeciego. Ekipa ze stołecznego Oulunkylän Curling Club zajęła 4. miejsce podczas Mistrzostw Świata 2003. Kiiskinen reprezentował Finlandię na Zimowych Igrzyskach Olimpijskich 2006. Finowie prezentowali lepszą formę niż w grudniowych ME, kiedy zajęli 8. miejsce i walczyli o awans na mistrzostwa świata. Zawodnicy z tego skandynawskiego kraju w Round Robin turnieju olimpijskiego wygrali siedem z dziewięciu meczów, tym samym do fazy play-off awansowali z pierwszego miejsca. W półfinale pokonali 4:3 reprezentację Wielkiej Brytanii (David Murdoch). Z Turynu powrócili ze srebrnymi medalami, w finale przegrali 4:10 przeciwko Kanadzie (Brad Gushue).
Od sezonu 2007/2008 Kalle Kiiskinen jest kapitanem drużyny. Występował na mistrzostwach Europy, jednak bez większych sukcesów balansując na pograniczu grupy A i B.
Wraz z Katją Kiiskinen brał udział w Mistrzostwach Świata Par Mieszanych 2011. Duet ten walczył z Chińczykami o wejście do ćwierćfinału, przegrał jednak mecz barażowy i zajął ostatecznie 9. pozycję. Para ta wystąpi na  Mistrzostwach Świata Par Mieszanych 2013.

## Drużyna
|                          | Czwarty                | Trzeci          | Drugi           | Otwierający     |
| ------------------------ | ---------------------- | --------------- | --------------- | --------------- |
| 2011/2012                | Kalle Kiiskinen        | Perttu Piilo    | Juha Pekaristo  | Paavo Kuosmanen |
| 2010/2011                | Kalle Kiiskinen        | Perttu Piilo    | Teemu Salo      | Paavo Kuosmanen |
| 2007/2009                | Kalle Kiiskinen        | Jani Sullanmaa  | Teemu Salo      | Jari Rouvinen   |
| 2006/2007 MŚ 2006        | Markku Uusipaavalniemi | Kalle Kiiskinen | Jani Sullanmaa  | Teemu Salo      |
| ZIO 2006 ME 2005 MŚ 2005 | Markku Uusipaavalniemi | Wille Mäkelä    | Kalle Kiiskinen | Teemu Salo      |
| ME 2004                  | Markku Uusipaavalniemi | Kalle Kiiskinen | Perttu Piilo    | Teemu Salo      |
| 2003/2004                | Markku Uusipaavalniemi | Kalle Kiiskinen | Teemu Salo      | Aku Kauste      |
| 2002/2003                | Markku Uusipaavalniemi | Kalle Kiiskinen | Aku Kauste      | Teemu Salo      |
| 2001/2002                | Markku Uusipaavalniemi | Wille Mäkelä    | Kalle Kiiskinen | Teemu Salo      |
| 1996/1997                | Perttu Piilo           | Kalle Kiiskinen | Paavo Kuosmanen | Petri Manninen  |
| 1994/1995                | Perttu Piilo           | Teemu Salo      | Kalle Kiiskinen | Paavo Kuosmanen |

## Życie prywatne
Z zawodu jest nauczycielem i pracuje w szkole podstawowej. Jest żonaty z Marjo, z którą ma trójkę dzieci: Mariię, Karoliinę i Kaspera.